# Di Tsait
Di Tsait (jiddisch די צײט) war eine jiddische Wochenzeitung von 1913 bis 1914. Sie erschien in St. Petersburg.

## Geschichte
Di Tsait erschien erstmals am 20. Dezember 1912 (alter Zeitrechnung = 2. Januar 1913 neuer Zeitrechnung). Sie war das Organ des Allgemeinen Jüdischen Arbeiterbundes (Bund). Die Redaktion saß allerdings in Wien.
Die Zeitschrift war Nachfolgerin der Folkstsaitung, die bis 1907 in Warschau erschienen war. 
St. Petersburg war als Erscheinungsort gewählt worden, weil die Zensur dort nicht so streng war wie in Warschau. 
Am 5. Juni 1914 erschien die letzte Ausgabe.
Nachfolgerin wurde Unser Tsait, die erstmals vom 24. Juni bis 17. Juli 1914 erschien, danach ab den 1920er Jahren wieder in Warschau.